# Fußball-Club St. Pauli von 1910 2003-2004
Questa voce raccoglie le informazioni riguardanti il Fußball-Club St. Pauli von 1910 nelle competizioni ufficiali della stagione 2003-2004.

## Stagione
Nella stagione 2003-2004 il St. Pauli, allenato da Franz Gerber e Andreas Bergmann, concluse il campionato di Regionalliga nord all'8º posto. In Coppa di Germania il St. Pauli fu eliminato al secondo turno dal Lubecca.

## Rosa
| N. |                        | Ruolo | Calciatore       |
| -- | ---------------------- | ----- | ---------------- |
| 1  | Germania (bandiera)    | P     | Achim Hollerieth |
| 4  | Germania (bandiera)    | D     | Fabio Morena     |
| 5  | Germania (bandiera)    | C     | Hauke Brückner   |
| 6  | Germania (bandiera)    | D     | Jens Matthies    |
| 7  | Germania (bandiera)    | C     | Andreas Mayer    |
| 8  | Germania (bandiera)    | C     | Daniel Sager     |
| 9  | Germania (bandiera)    | A     | Rico Hanke       |
| 10 | Romania (bandiera)     | A     | Cosmin Uilacan   |
| 11 | Germania (bandiera)    | A     | Philip Albrecht  |
| 12 | Nigeria (bandiera)     | A     | Henry Nwosu      |
| 13 | Germania (bandiera)    | C     | Patrick Mölzl    |
| 14 | Paesi Bassi (bandiera) | C     | Willem Hupkes    |
| 15 | Nigeria (bandiera)     | A     | Festus Agu       |
| 16 | Germania (bandiera)    | C     | Heiko Ansorge    |
| 17 | Germania (bandiera)    | C     | Fabian Boll      |

| N. |                     | Ruolo | Calciatore          |
| -- | ------------------- | ----- | ------------------- |
| 18 | Germania (bandiera) | C     | Mathias Hinzmann    |
| 19 | Italia (bandiera)   | A     | Audenzio Musci      |
| 20 | Germania (bandiera) | P     | Frank Dröge         |
| 21 | Germania (bandiera) | D     | Holger Stanislawski |
| 22 | Francia (bandiera)  | C     | Mourad Bounoua      |
| 23 | Polonia (bandiera)  | C     | Wojciech Bobrowski  |
| 24 | Germania (bandiera) | D     | Marco Gruszka       |
| 25 | Germania (bandiera) | C     | Marinko Miletic     |
| 26 | Germania (bandiera) | D     | Ralph Gunesch       |
| 27 | Camerun (bandiera)  | A     | Bertrand Bingana    |
| 28 | Turchia (bandiera)  | A     | Yusuf Akbel         |
| 29 | Germania (bandiera) | D     | Michael Hempen      |
| 30 | Germania (bandiera) | P     | Torsten Miethe      |
| 33 | Croazia (bandiera)  | D     | Robert Palikuca     |

## Organigramma societario
Area tecnica
- Allenatore: Andreas Bergmann
- Allenatore in seconda: Dirk Zander
- Preparatore dei portieri:
- Preparatori atletici:
- Analisi video:

## Calciomercato

### Sessione estiva
| Acquisti | Acquisti         | Acquisti               | Acquisti |
| R.       | Nome             | da                     | Modalità |
| -------- | ---------------- | ---------------------- | -------- |
| D        | Ralph Gunesch    | Alemannia Aquisgrana   |          |
| A        | Festus Agu       | Wacker Burghausen      |          |
| A        | Bertrand Bingana | Foggia                 |          |
| A        | Rico Hanke       | Monaco 1860 II         |          |
| P        | Achim Hollerieth | Reutlingen             |          |
| C        | Andreas Mayer    | Hessen Kassel          |          |
| C        | Marinko Miletic  | Borussia M'gladbach II |          |
| C        | Patrick Mölzl    | Greuther Fürth         |          |
| D        | Fabio Morena     | Alicante               |          |
| A        | Audenzio Musci   | SV Erzhausen           |          |

| Cessioni | Cessioni           | Cessioni             | Cessioni |
| R.       | Nome               | a                    | Modalità |
| -------- | ------------------ | -------------------- | -------- |
| D        | Stefan Blank       | Alemannia Aquisgrana |          |
| P        | Tihomir Bulat      | Rijeka               |          |
| C        | Christian Fröhlich | Dinamo Dresda        |          |
| C        | Fabian Gerber      | Magonza              |          |
| C        | Oliver Held        | TSV Kropp            |          |
| C        | Uğur İnceman       | Greuther Fürth       |          |
| A        | Deniz Kacan        | Manisaspor           |          |
| A        | Tobias Kurbjuweit  | Magonza II           |          |
| C        | Alexander Meier    | Amburgo              |          |
| P        | Heinz Müller       | Jahn Ratisbona       |          |
| A        | Babacar N'Diaye    | Hannover 96          |          |
| A        | Adolphus Ofodile   | Hallescher           |          |
| A        | Nico Patschinski   | Eintracht Treviri    |          |
| C        | Catalin Racanel    | Eintracht Treviri    |          |
| D        | Jens Rasiejewski   | Stoccarda II         |          |
| D        | Torsten Traub      | Rot-Weiß Erfurt      |          |
| A        | Chen Yang          | Shenzhen             |          |

### Sessione invernale
| Acquisti | Acquisti        | Acquisti | Acquisti |
| R.       | Nome            | da       | Modalità |
| -------- | --------------- | -------- | -------- |
| D        | Robert Palikuca | Salmrohr |          |

| Cessioni | Cessioni   | Cessioni              | Cessioni |
| R.       | Nome       | a                     | Modalità |
| -------- | ---------- | --------------------- | -------- |
| D        | Cory Gibbs | FC Dallas             |          |
| D        | Nascimento | Eintracht Francoforte |          |

## Risultati

### Regionalliga

#### Girone di andata
| Arbitro: | Hoyzer |

|               |           |           |
| Katriniok 83’ | Marcatori | 90’ Hanke |

| Arbitro: | Melms |

|                    |           |               |
| Bounoua 66’ (rig.) | Marcatori | 63’ Antwerpen |

| Arbitro: | Hoyzer |

|              |           |                                  |
| Agu 20’, 36’ | Marcatori | 70’ (aut.) Brückner 84’ Fröhlich |

| Arbitro: | Rosenkranz |

|                                        |           |  |
| Narewsky 24’, 88’ Ebersbach 27’ (rig.) | Marcatori |  |

| Arbitro: | Gagelmann |

|                               |           |  |
| Hanke 30’ Gibbs 52’ Sager 74’ | Marcatori |  |

| Arbitro: | Stachowiak |

|  |           |                                                       |
|  | Marcatori | 6’ (aut.) Spasskov 52’, 60’ Musci 56’ Bounoua 70’ Agu |

| Arbitro: | Marks |

|           |           |              |
| Musci 44’ | Marcatori | 6’, 51’ Koen |

| Arbitro: | Henschel |

|              |           |                       |
| Rolleder 52’ | Marcatori | 38’ Bounoua 53’ Gibbs |

| Arbitro: | Lupp |

|                     |           |  |
| Bounoua 12’ Agu 88’ | Marcatori |  |

| Arbitro: | Otte |

|               |           |                         |
| Holtheuer 72’ | Marcatori | 33’, 66’ (rig.) Bounoua |

| Arbitro: | Schößling |

|         |           |             |
| Agu 55’ | Marcatori | 34’ Odonkor |

| Arbitro: | Seemann |

|                           |           |           |
| Zimmermann 49’ Kanitz 90’ | Marcatori | 89’ Nwosu |

| Arbitro: | Kinhöfer |

|                                   |           |  |
| Bounoua 25’, 57’ (rig.), 64’, 76’ | Marcatori |  |

| Arbitro: | Bornhöft |

|               |           |  |
| Friedrich 27’ | Marcatori |  |

| Arbitro: | Schriever |

|                  |           |         |
| Mölzl 88’ (rig.) | Marcatori | 53’ Hey |

| Arbitro: | Späker |

|               |           |           |
| Luis 18’, 83’ | Marcatori | 58’ Musci |

| Arbitro: | Seemann |

|         |           |  |
| Agu 27’ | Marcatori |  |

#### Girone di ritorno
| Arbitro: | Winkmann |

|                     |           |                       |
| Gibbs 45’ Musci 49’ | Marcatori | 35’ Löbe 86’ Witeczek |

| Arbitro: | Czech |

|                      |           |  |
| Przondziono 59’, 68’ | Marcatori |  |

| Arbitro: | Stachowiak |

|               |           |  |
| Jovanović 90’ | Marcatori |  |

| Arbitro: | Späker |

|              |           |                        |
| Palikuca 44’ | Marcatori | 33’ Kohout 75’ Gensler |

| Arbitro: | Grudzinski |

|                    |           |  |
| Gruszka 14’ (aut.) | Marcatori |  |

| Arbitro: | Kemmling |

|           |           |                       |
| Nwosu 24’ | Marcatori | 22’ Rohwer 68’ Wojcik |

| Arbitro: | Fischer |

|            |           |  |
| Bilgin 90’ | Marcatori |  |

| Arbitro: | Lupp |

|          |           |  |
| Boll 75’ | Marcatori |  |

| Arbitro: | Melms |

|                      |           |             |
| Gerov 35’ Donkov 87’ | Marcatori | 8’ Palikuca |

| Arbitro: | Steinhaus-Webb |

|                             |           |  |
| Bounoua 65’ (rig.) Boll 87’ | Marcatori |  |

| Arbitro: | Czech |

|  |           |                     |
|  | Marcatori | 28’ Akbel 90’ Hanke |

| Arbitro: | Kuhl |

|           |           |           |
| Akbel 62’ | Marcatori | 1’ Koslov |

| Arbitro: | Hagen |

|                                            |           |  |
| Schäfer 33’ Celikovic 63’, 82’ Kennedy 70’ | Marcatori |  |

| Arbitro: | Scheppe |

|              |           |  |
| Palikuca 48’ | Marcatori |  |

| Arbitro: | Fischer |

|  |           |                   |
|  | Marcatori | 22’ (aut.) Borger |

| Arbitro: | Rosenkranz |

|              |           |                     |
| Albrecht 75’ | Marcatori | 43’ (rig.) Feldhoff |

| Arbitro: | Hoyzer |

|                                   |           |                       |
| Mazingu-Dinzey 7’, 56’ Arnold 33’ | Marcatori | 17’ Gunesch 46’ Hanke |

### Coppa di Germania
| Arbitro: | Weiner |

|                                   |                      |                                             |
| Sager Gruszka Hanke Mayer Uilacan | Tiri di rigore 4 – 3 | Sinisterra Küntzel Borges Porcello Dammeier |

| Arbitro: | Gagelmann |

|                      |           |                                  |
| Musci 56’ Gibbs 111’ | Marcatori | 49’ Hasse 97’ Zandi 101’ Schanda |

## Statistiche

### Statistiche di squadra
| Competizione      | Punti | In casa | In casa | In casa | In casa | In casa | In casa | In trasferta | In trasferta | In trasferta | In trasferta | In trasferta | In trasferta | Totale | Totale | Totale | Totale | Totale | Totale | DR |
| Competizione      | Punti | G       | V       | N       | P       | Gf      | Gs      | G            | V            | N            | P            | Gf           | Gs           | G      | V      | N      | P      | Gf     | Gs     | DR |
| ----------------- | ----- | ------- | ------- | ------- | ------- | ------- | ------- | ------------ | ------------ | ------------ | ------------ | ------------ | ------------ | ------ | ------ | ------ | ------ | ------ | ------ | -- |
| Regionalliga nord | 44    | 17      | 7       | 7       | 3       | 26      | 15      | 17           | 5            | 1            | 11           | 18           | 25           | 34     | 12     | 8      | 14     | 44     | 40     | +4 |
| Coppa di Germania | -     | 2       | 0       | 1       | 1       | 2       | 3       | 0            | 0            | 0            | 0            | 0            | 0            | 2      | 0      | 1      | 1      | 2      | 3      | -1 |
| Totale            | 44    | 19      | 7       | 8       | 4       | 28      | 18      | 17           | 5            | 1            | 11           | 18           | 25           | 36     | 12     | 9      | 15     | 46     | 43     | +3 |

### Andamento in campionato
| Giornata  | 1  | 2  | 3  | 4  | 5  | 6 | 7  | 8 | 9 | 10 | 11 | 12 | 13 | 14 | 15 | 16 | 17 | 18 | 19 | 20 | 21 | 22 | 23 | 24 | 25 | 26 | 27 | 28 | 29 | 30 | 31 | 32 | 33 | 34 |
| --------- | -- | -- | -- | -- | -- | - | -- | - | - | -- | -- | -- | -- | -- | -- | -- | -- | -- | -- | -- | -- | -- | -- | -- | -- | -- | -- | -- | -- | -- | -- | -- | -- | -- |
| Luogo     | T  | C  | C  | T  | C  | T | C  | T | C | T  | C  | T  | C  | T  | C  | T  | C  | C  | T  | T  | C  | T  | C  | T  | C  | T  | C  | T  | C  | T  | C  | T  | C  | T  |
| Risultato | N  | N  | N  | P  | V  | V | P  | V | V | V  | N  | P  | V  | P  | N  | P  | V  | N  | P  | P  | P  | P  | P  | P  | V  | P  | V  | V  | N  | P  | V  | V  | N  | P  |
| Posizione | 10 | 13 | 12 | 13 | 11 | 7 | 11 | 8 | 6 | 4  | 5  | 8  | 7  | 7  | 8  | 9  | 8  | 7  | 7  | 8  | 10 | 11 | 13 | 14 | 10 | 12 | 10 | 10 | 10 | 10 | 8  | 7  | 7  | 8  |

Legenda:

Luogo: C = Casa; T = Trasferta. Risultato: V = Vittoria; N = Pareggio; P = Sconfitta.

### Statistiche dei giocatori
| Giocatore       | Regionalliga nord | Regionalliga nord | Regionalliga nord | Regionalliga nord | Coppa di Germania | Coppa di Germania | Coppa di Germania | Coppa di Germania | Totale   | Totale | Totale      | Totale     |
| Giocatore       | Presenze          | Reti              | Ammonizioni       | Espulsioni        | Presenze          | Reti              | Ammonizioni       | Espulsioni        | Presenze | Reti   | Ammonizioni | Espulsioni |
| --------------- | ----------------- | ----------------- | ----------------- | ----------------- | ----------------- | ----------------- | ----------------- | ----------------- | -------- | ------ | ----------- | ---------- |
| F. Agu          | 22                | 6                 | 2                 | 0                 | 2                 | 0                 | 1                 | 0                 | 24       | 6      | 3           | 0          |
| Y. Akbel        | 5                 | 2                 | 0                 | 0                 | 0                 | 0                 | 0                 | 0                 | 5        | 2      | 0           | 0          |
| P. Albrecht     | 12                | 1                 | 0                 | 0                 | 0                 | 0                 | 0                 | 0                 | 12       | 1      | 0           | 0          |
| H. Ansorge      | 13                | 0                 | 2                 | 0                 | 1                 | 0                 | 0                 | 0                 | 14       | 0      | 2           | 0          |
| B. Bingana      | 3                 | 0                 | 0                 | 0                 | 0                 | 0                 | 0                 | 0                 | 3        | 0      | 0           | 0          |
| W. Bobrowski    | 20                | 0                 | 0                 | 0                 | 1                 | 0                 | 0                 | 0                 | 21       | 0      | 0           | 0          |
| F. Boll         | 13                | 2                 | 2                 | 0                 | 2                 | 0                 | 0                 | 0                 | 15       | 2      | 2           | 0          |
| M. Bounoua      | 29                | 11                | 2                 | 0                 | 1                 | 0                 | 0                 | 0                 | 30       | 11     | 2           | 0          |
| H. Brückner     | 7                 | 0                 | 1                 | 0                 | 0                 | 0                 | 0                 | 0                 | 7        | 0      | 1           | 0          |
| F. Dröge        | 4                 | 0                 | 0                 | 0                 | 0                 | 0                 | 0                 | 0                 | 4        | 0      | 0           | 0          |
| C. Gibbs        | 14                | 3                 | 4                 | 1                 | 2                 | 1                 | 2                 | 0                 | 16       | 4      | 6           | 1          |
| M. Gruszka      | 27                | 0                 | 4                 | 1                 | 2                 | 0                 | 0                 | 0                 | 29       | 0      | 4           | 1          |
| R. Gunesch      | 21                | 1                 | 2                 | 0                 | 1                 | 0                 | 0                 | 0                 | 22       | 1      | 2           | 0          |
| R. Hanke        | 23                | 4                 | 2                 | 0                 | 1                 | 0                 | 0                 | 0                 | 24       | 4      | 2           | 0          |
| M. Hempen       | 1                 | 0                 | 0                 | 0                 | 0                 | 0                 | 0                 | 0                 | 1        | 0      | 0           | 0          |
| M. Hinzmann     | 11                | 0                 | 2                 | 0                 | 0                 | 0                 | 0                 | 0                 | 11       | 0      | 2           | 0          |
| A. Hollerieth   | 31                | 0                 | 3                 | 1                 | 2                 | 0                 | 0                 | 0                 | 33       | 0      | 3           | 1          |
| W. Hupkes       | 5                 | 0                 | 1                 | 1                 | 0                 | 0                 | 0                 | 0                 | 5        | 0      | 1           | 1          |
| J. Matthies     | 27                | 0                 | 1                 | 0                 | 2                 | 0                 | 0                 | 0                 | 29       | 0      | 1           | 0          |
| A. Mayer        | 28                | 0                 | 4                 | 0                 | 1                 | 0                 | 1                 | 0                 | 29       | 0      | 5           | 0          |
| T. Miethe       | 0                 | 0                 | 0                 | 0                 | 0                 | 0                 | 0                 | 0                 | 0        | 0      | 0           | 0          |
| M. Miletic      | 5                 | 0                 | 1                 | 0                 | 0                 | 0                 | 0                 | 0                 | 5        | 0      | 1           | 0          |
| F. Morena       | 28                | 0                 | 5                 | 1                 | 2                 | 0                 | 0                 | 0                 | 30       | 0      | 5           | 1          |
| A. Musci        | 26                | 5                 | 4                 | 0                 | 1                 | 1                 | 1                 | 0                 | 27       | 6      | 5           | 0          |
| P. Mölzl        | 26                | 1                 | 9                 | 0                 | 2                 | 0                 | 0                 | 0                 | 28       | 1      | 9           | 0          |
| N. Nascimento   | 14                | 0                 | 4                 | 0                 | 2                 | 0                 | 0                 | 0                 | 16       | 0      | 4           | 0          |
| H. Nwosu        | 6                 | 2                 | 1                 | 0                 | 1                 | 0                 | 1                 | 0                 | 7        | 2      | 2           | 0          |
| R. Palikuca     | 12                | 3                 | 3                 | 1                 | 0                 | 0                 | 0                 | 0                 | 12       | 3      | 3           | 1          |
| D. Sager        | 24                | 1                 | 7                 | 0                 | 1                 | 0                 | 1                 | 0                 | 25       | 1      | 8           | 0          |
| H. Stanislawski | 3                 | 0                 | 0                 | 0                 | 0                 | 0                 | 0                 | 0                 | 3        | 0      | 0           | 0          |
| C. Uilacan      | 14                | 0                 | 3                 | 0                 | 1                 | 0                 | 0                 | 0                 | 15       | 0      | 3           | 0          |